# هالتون هيلز (أونتاريو)
هالتون هيلس، أونتاريو (بالإنجليزية: Halton Hills)‏ هي مدينة كندية تقع في مقاطعة أونتاريو. تبلغ مساحة هذه المدينة 276.2616 (كم²)، ويبلغ عدد سكانها 55289 نسمة حسب إحصاء سنة 2006 م، بينما كان يسكنها 48184 نسمة في سنة 2001 م. تحتل هذه المدينة المرتبة رقم 85 بين مدن كندا حسب عدد السكان والمرتبة رقم 37 في المقاطعة. نما عدد السكان في هذه المدينة بنسبة (14.7) بين العامين المذكورين.

## أعلام
- مايك هولمز
- سنكلير ستيفنز
- جيك هولدن
- جيمس سنو

## وصلات خارجية
- الأطلس الحكومي لكندا
- إحصاءات كندا مع ساعة تعداد السكان